# تپه بورقان
تپه بورقان مربوط به دوران‌های تاریخی پس از اسلام است و در شهرستان تفرش، بخش فراهان غرب، روستای بورقان واقع شده و این اثر در تاریخ ۹ اردیبهشت ۱۳۸۲ با شمارهٔ ثبت ۸۶۰۳ به‌عنوان یکی از آثار ملی ایران به ثبت رسیده است.